# Abrahams Lake
Abrahams Lake (do 5 kwietnia 1961 Abraham Lake, do 21 lipca 1976 First Lake) – jezioro (lake) w kanadyjskiej prowincji Nowa Szkocja, w hrabstwie Halifax, na południe od jeziora Lake Charlotte, na południowy zachód od jeziora Tangier Grand Lake; nazwa Abraham Lake urzędowo zatwierdzona 5 marca 1953.